# Le Roy’s Bush

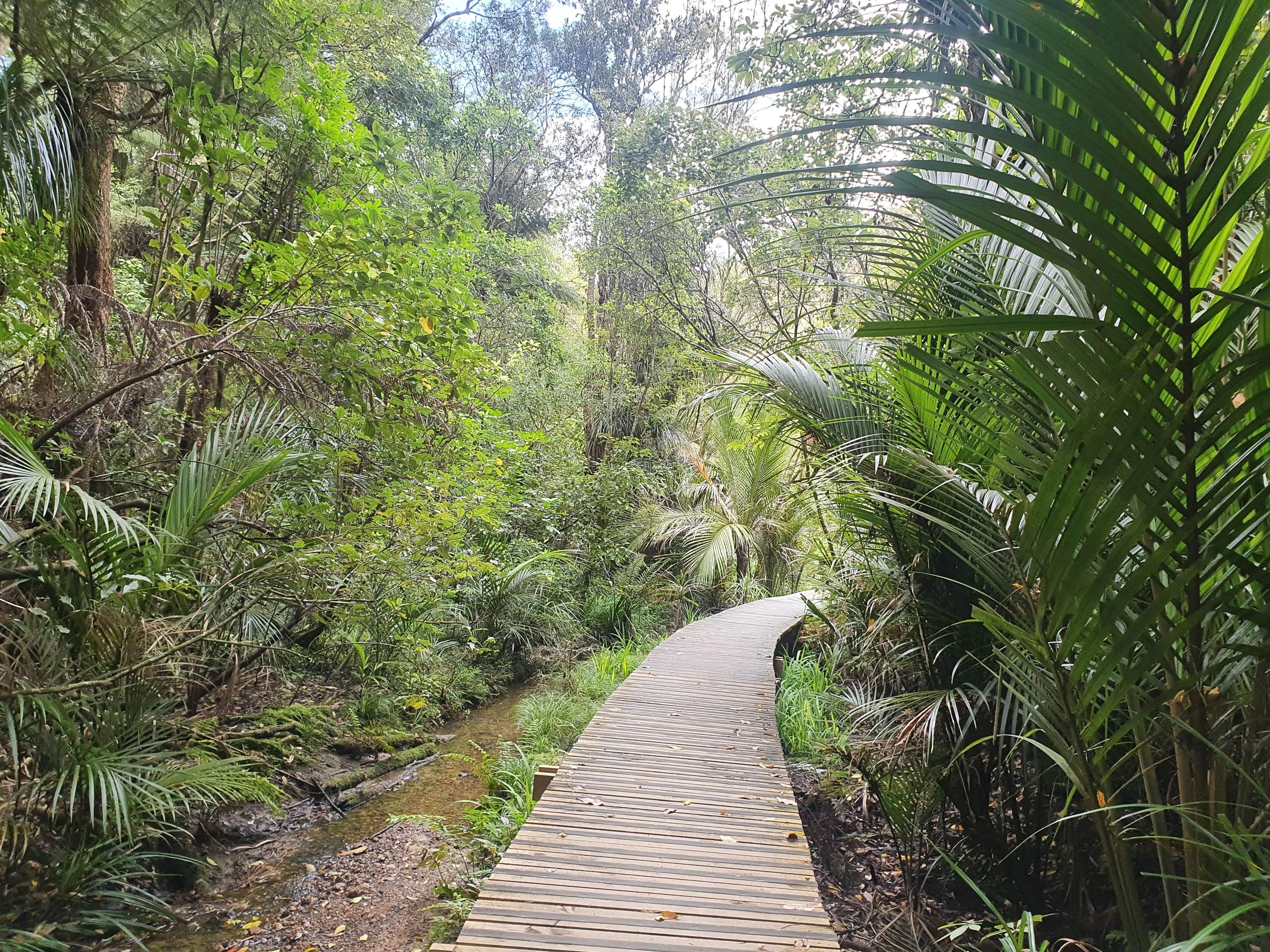
In Le Roy’s Bush (2020)

Le Roy’s Bush ist ein 12 Hektar großer öffentlicher Park in Auckland in Neuseeland zwischen Birkenhead und Northcote. Das ursprüngliche Gelände wurde durch spätere Zukäufe erweitert. Es erstreckt sich von Highbury in Birkenhead ein Tal zwischen Birkenhead Point und der Onewa Road hinab, wo es sich an die 7,5 Hektar große Little Shoal Bay Reserve und die 2,6 Hektar große Lutners Reserve an der Church Street in Northcote anschließt. Das nördliche Tal von Le Roy’s Bush war unter den Māori als Te Uruwao (Te Uruao) bekannt. Der Bach in diesem Tal bildet einen Wasserfall.

## Geschichte
Le Roy’s Bush wurde 1918 in einer öffentlichen Ausschreibung von Edward Le Roy, einem Aucklander Geschäftsmann, und seiner Frau Gertrude erworben und Urutapugenannt. Edward legte drei Teiche an, in denen er Wasserlilien und Goldfische zog. Er kanalisierte die Wasserläufe, um Überflutung zu verhindern und verlegte den Bach in Rohren unter den Teichen. Er legte Pfade im Busch an und pflanzte viele heimische Pflanzen von Great Barrier Island und anderen Landesteilen an. Es wird versucht, nicht heimische invasive Arten in dem Gebiet zu unterdrücken. 
Nach seinem Tod 1947 kam das Gebiet in einer vom North Shore Branch der Naturschutzorganisation Forest and Bird Society initiierten Aktion in öffentliche Hand.